# Шамурзаев, Амантур Нурбекович
Амантур Нурбекович Шамурзаев (род. 25 января 2000, Бишкек) — киргизский футболист, защитник гродненского «Немана» и сборной Кыргызстана.

## Клубная карьера
В августе 2019 года заключил контракт с бишкекской «Алгой». Но за команду не сыграл и продолжил выступления во втором по значимости дивизионе Кыргызстана, где защищал цвета фарм-клубов «Илбирса» и «Дордоя». Вместе с «Дордоем-2» стал победителем зоны «А-1». В марте 2021 года перешёл в «Кара-Балту», заключив годичный контракт. Уже в июле 2021 года меняет клуб и переходит в «Каганат». В январе 2022 года стало известно о возвращении игрока в «Дордой», но спустя месяц он покинул столичный клуб, продолжив играть за «Каганат».
С начала 2023 года выступал за «Алай». В составе команды стал вице-чемпионом Кыргызстана 2023 года и впервые сыграл в Кубке АФК. В январе 2024 года стал игроком «Абдыш-Аты».
В феврале 2025 года подписал двухлетний контракт с гродненским «Неманом».

## Карьера в сборной
Выступал за сборные Кыргызстана различных возрастов. Участвовал в Кубке Президента Казахстана 2015 и 2016 годов, а также Мемориале Гранаткина 2018 года.
В 2023 году дебютировал за национальную сборную Кыргызстана в товарищеской игре (не признанной ФИФА) против ОАЭ (0:1). В январе 2024 года главный тренер Штефан Таркович включил Шамурзаева в список игроков на Кубок Азии 2023 года, который пройдёт в Катаре.

## Достижения
«Алай»
- Обладатель Суперкубка Кыргызстана: 2023

«Абдыш-Ата»
- Обладатель Суперкубка Кыргызстана: 2024
- Чемпион Кыргызстана: 2024

«Неман» Гродно
- Обладатель Кубка Беларуси: 2024/25